# Epidendrum storkii
Epidendrum storkii är en orkidéart som beskrevs av Oakes Ames. Epidendrum storkii ingår i släktet Epidendrum och familjen orkidéer. Inga underarter finns listade i Catalogue of Life.